# Michaela Zrůstová
Michaela Zrůstová (4 de abril de 1987) é uma basquetebolista profissional checa.

## Carreira
Michaela Zrůstová integrou a Seleção Checa de Basquetebol Feminino, em Londres 2012, que terminou na sétima colocação.